# Carolina Eyck
Carolina Eyck, née le 26 décembre 1987 à Berlin, est une compositrice et musicienne sorabe allemande, spécialisée dans le jeu du thérémine.
Ses performances à travers le monde ont contribué à promouvoir cet instrument.

## Biographie
Musicienne et compositrice sorabe allemande, Carolina Eyck est l'une des plus importantes virtuoses au monde du thérémine. Après ses débuts à l'orchestre philharmonique de Berlin, elle a été invitée au festival international de musique Bohuslav Martinu à Bâle, au festival de Davos (Suisse) au Konzerthaus de Berlin, au Grand Festspielhaus de Salzbourg (Autriche), au Teatro Nacional de Lisbonne (Portugal) au Palais des Arts de Budapest (Hongrie). Elle a donné des concerts en Pologne, en République tchèque, au Luxembourg, en Suède, en Finlande, en Grande-Bretagne, en Italie, en Suisse, en Autriche, au Japon, au Mexique, au Portugal, en Hongrie, au Pakistan, en Turquie et aux États-Unis.
Au cours de ses tournées, Carolina Eyck recherche particulièrement à rencontrer d'autres musiciens et ensembles. Elle a collaboré avec Heinz Holliger, Robert Kolinsky, Gerhard Oppitz, Andreï Boreïko, Michael Sanderling, Gürer Aykal, John Storgårds, le Deutsches Symphonie-Orchester Berlin, l'Orchestre symphonique de Berne, l'Orchestre philharmonique d'Essen, l'Orchestre d'État de Brandebourg, l'Orchestre philharmonique de Stuttgart, l'Orchestre de Chambre de Laponie, l'Orchestre symphonique de Heidelberg, et l'Orchestre du Mozarteum de Salzbourg. Elle a été musicienne invitée du Ballet de Hambourg pour le spectacle La Petite Sirène de Lera Auerbach au Japon et à San Francisco (États-Unis).
En 2012, Carolina Eyck a joué des solos de thérémine lors des premières de deux symphonies : Mesopotamia et Universe de Fazil Say. Le compositeur finlandais Kalevi Aho lui a dédié un concerto de thérémine qu'elle a interprété pour la première fois en octobre 2012. Le compositeur Régis Campo compose pour Carolina Eyck en 2018 Dancefloor With Pulsing pour thérémine et orchestre. L’œuvre est créée au festival Ars Musica à Bruxelles le 9 novembre 2018 avec le Brussels Philharmonic sous la direction de Brad Lubman. En Juillet 2022, elle est invitée par le groupe de rock australien Midnight Oil à jouer du thérémine sur la chanson "Short Memory" lors de leur concert à la citadelle de Spandau à Berlin.
En plus de ses engagements dans le domaine de la musique classique et contemporaine, Carolina Eyck aime l'improvisation et la composition.

## Prix
Carolina Eyck a été lauréate de la Compétition internationale pour les compositeurs, organisée par la Radio/TV de Berlin-Brandebourg en 2006. Carolina Eyck a publié le premier ouvrage extensif de méthode de thérémine intitulé L'Art de jouer du thérémine, et a depuis mené des ateliers, des conférences et des master classes dans le monde entier. Depuis 2010, elle est directrice artistique de l'Académie d'été du thérémine à Colmar, France.

## Compositions
- Sciciani—Am wendischen Burgwall des Images pour accordéon et cordes, en première mondiale, le 16 septembre 2006 par le Cottbus Philharmonic Orchestra dirigé par GMD Reinhard Petersen, Soliste: Aidar Gainullin (Moskau)—Bajan
- Ciani—Am wendischen Burgwall des Images pour un thérémine et Oorchestre, en première mondiale le 4 février 2007 par l'orchestre de la Musikgymnasium Carl Philipp Emanuel Bach (école spécialisée pour les musiciens) dans la Cathédrale française de Berlin
- Syllableaves (Concerto pour un thérémine et orchestre), en première mondiale le 24 avril 2010 par le Gävle Symfoniorkester réalisé par Fredrik Burstedt à la Konzerthaus de Gävle (Suède)
- Sauselei, duo pour alto et voix (2010)

## Discographie
- Carolina Eyck plays works for Theremin (CD), EAN 4 025118 308424, 2008 SERVI Verlag, Berlin; Musicians: Giulietta Koch au piano, Rebekka Markowski au violoncelle, Magdalena Meitzner au vibraphone (et autres instruments de percussion) et Wiebke Lichtwark à la harpe.
- Heinz Holliger Oboe Fantasy (DVD), 2008 Medici arts/EuroArts/Swiss Television; contient la Fantaisie de Bohuslav Martinů ; Musicians: Heinz Holliger au hautbois, Robert Kolinsky au piano, Carolina Eyck au thérémine et le Keller Quartett (András Keller, János Pilz, Zoltán Gál, Judit Szabó).
- Episodes von Dante's Dream (CD), special guest artist, 2009 Dante's Dream (Allemagne).
- Kalevi Aho: Theremin Concerto - Horn Concerto (CD et SACD 2009), BIS; Annu Salminen / Carolina Eyck / Lapland Chamber Orchestra / John Storgårds, 2011. CD includes as extra a video clip with Carolina Eyck's introduction to Theremin.
- Fazil Say : Sinfonie 2, Op.38 Mesopotamia et Sinfonie 3, Op. 43 Universe Fazil Say (CD), special guest artist ; chef d'orchestre : Gürer Aykal, 2013, Label : Naive Classique (Indigo), Borusan Istanbul Philharmonic Orchestra; Edition: BIS-2036.
- The Little Mermaid (DVD et Blu-ray), special guest artist : Eyck joue la voix de la sirène en utilisant le thérémine ; 2011, a BFMI Produktion in Co-Produktion with NDR / Arte, San Francisco Ballet Association, WNET.ORG + THIRTEEN et NHK; Label: C Major; réalisateur : Thomas Grimm ; Distributor : C Major Entertainment ; durée : 120 min. + 35 min. de Making-of.
- Improvisations for Theremin and Piano (CD, 2014), Eyck et Christopher Tarnow, Butterscotch Records.
- Tarnow: Theremin Sonatas (CD, 2015), Eyck et Christopher Tarnow, Genuin.
- Fantasias for Theremin and String Quartet (LP et CD, 2016), Eyck et American Contemporary Music Ensemble, Butterscotch Records.

## Publications
- Carolina Eyck, The Art of Playing the Theremin, SERVI Verlag, Berlin 2006,  (ISBN 3-933757-08-8), version anglaise.
- Carolina Eyck, Die Kunst des Thereminspiels, SERVI Verlag, Berlin 2006,  (ISBN 3-933757-07-X),  (EAN 4025-1187-0631-2), version allemande.